# Бекарюков, Дмитрий Дмитриевич
Дмитрий Дмитриевич Бекарюков (1861—1934) — советский деятель школьной гигиены, Герой Труда (1926).

## Биография
Родился 1 (13) января 1861 года в деревне Васильевка Волчанского уезда Харьковской губернии.
Сын отставного поручика гвардии, богатого землевладельца Харьковской губернии, дворянин Харьковской губернии.
Окончил 3-ю Харьковскую гимназию в 1880 году. С 1880 года — студент медицинского факультета Харьковского университета. За участие в студенческих беспорядках, происходивших в феврале-марте 1882 года, уволен 19 марта 1882 года из университета с правом поступления в другие высшие учебные заведения.
В августе 1882 года был принят в Казанский университет. В 1886 году окончил медицинский факультет Казанского университета. За участие в революционном движении был сослан в Акмолинск (1889). В августе 1893 года переехал из Акмолинска в Харьковскую губернию. В 1894 году был временно принят на службу земским врачом в селе Михайловке (Павлоградский уезд, Екатеринославская губерния).
В 1897 году отклонено его ходатайство о праве жительства в Москве для усовершенствования в своей специальности (детские болезни). Жил в 1897 году в Твери; в декабре 1898 года получил разрешение жить в Москве, куда и переехал.
С 1901 года — секретарь, а с 1907 года — бессменный председатель Московской организации школьных врачей. Создал капитальное руководство по школьной гигиене. После Великой Октябрьской социалистической революции и до 1931 года заведовал Московским школьно-санитарным бюро, руководил организацией детских питательных пунктов; участвовал в разработке проектов детских оздоровительных учреждений и благоустройства школ в Москве.
Сотрудничал в педагогических и медицинских изданиях. С 1931 года работал в институте гигиены им. Ф. Ф. Эрисмана.
Умер 13 сентября 1934 года в Москве.

## Сочинения
- Основные начала школьной гигиены, 2 изд., М., 1914;
- Острозаразные заболевания в школах, М., 1920;
- Охрана здоровья детей в школах, М.-Л., 1926 (ред.);
- К вопросу о вентиляции в школьных зданиях, «Охрана здоровья детей и подростков», 1933.

## Звания и Награды
В 1926 году удостоен звания Героя Труда.